# Karol Richtman-Rudniewski
Karol Zygmunt Richtman-Rudniewski (ur. 24 stycznia 1862 w Przemyślu, zm. 6 lipca 1921 w Warszawie) – polski architekt, inżynier budownictwa, major Wojska Polskiego. 

## Życiorys
Ukończył studia architektoniczno-budowlane na Politechnice Lwowskiej, projektował kamienice i budynki użyteczności publiczne we Lwowie m.in. Kino Corso i budynek lwowskiej filii Wiedeńskiego Banku Związkowego. Nadzorował budowę kościoła pw. Św. Elżbiety. Karol Richtman-Rudniewski należał do Związku Awiatycznego Słuchaczy Politechniki Lwowskiej, gdzie pełnił funkcję członka wspierającego. Wspólnie z inżynierem J. Libańskim kierował startem pierwszego balonu pasażerskiego, jaki wystartował we Lwowie. Był zapalonym automobilistą, uczestniczył w rajdach i wyprawach samochodowych. Jako meloman i wielbiciel teatru angażował się społecznie, w 1912 był inicjatorem i głównym mecenasem wyjazdu lwowskich aktorów sceny dramatycznej do Paryża.
Podczas I wojny światowej był majorem w armii austriackiej, był dowódcą dyonu zmotoryzowanego garnizonu okręgowego we Lwowie, po powstaniu wojska polskiego utrzymał tę rangę, walczył podczas obrony Lwowa. Zmarł mając 59 lat podczas pobytu w Warszawie, jego ciało sprowadzono do Lwowa i pochowano na Cmentarzu Łyczakowskim we Lwowie.